# Caractéristique (jeu de rôle)
 (novembre 2023).
Si vous disposez d'ouvrages ou d'articles de référence ou si vous connaissez des sites web de qualité traitant du thème abordé ici, merci de compléter l'article en donnant les références utiles à sa vérifiabilité et en les liant à la section « Notes et références ».
Pour les articles homonymes, voir Caractéristique et Attribut.
Dans les jeux de rôle, les caractéristiques, ou attributs, sont des évaluations chiffrées des capacités du personnage (joueur ou non-joueur), de ses forces et de ses faiblesses.
Contrairement aux compétences, qui s'appliquent dans des domaines ciblés (action précise du type « saut », « crocheter une serrure », « connaissance des légendes »), les caractéristiques sont très générales, du type « intelligence », « force » ou encore « dextérité ».
Une caractéristique représente ce qu'est le personnage par nature (l'héritage de la naissance) et comment il s'est construit (son éducation, son mode de vie). On distingue en général trois types de caractéristiques :
- les caractéristiques physiques : force, agilité (équilibre, coordination des mouvements), dextérité (habileté manuelle), endurance (résistance à la fatigue), constitution (résistance aux poisons et aux maladies), beauté…
- les caractéristiques mentales : intelligence, mémoire, volonté (résistance morale), charisme (magnétisme, capacité à communiquer), empathie (sentir l'ambiance, l'humeur des gens)…
- les caractéristiques surnaturelles : capacité à la magie, à la parapsychologie…

Le nombre de caractéristiques est très variable selon les jeux. Par exemple :
- 1 : dans certains jeux, les protagonistes mineurs (personnages non-joueur) disposent juste d'une estimation de leur puissance globale, qui détermine la réussite de toutes leurs actions ; c'est le cas par exemple du niveau des monstres dans Tunnels et Trolls ;
- 2 : dans les jeux simples (pour l'initiation, ou pour jouer rapidement en improvisant) ; les caractéristiques sont en général « physique » et « mental » ; dans les livres-jeu de la série Loup Solitaire, le personnage n'a que deux caractéristiques qui sont « habileté » et « endurance » ;
- 6 à 8 : c'est le cas le plus fréquent (6 pour Donjons et Dragons, 7 pour RuneQuest, 8 pour Palladium)  ;
- 14 dans Rêve de Dragon.

## Caractéristiques et compétences
De manière évidente, les caractéristiques influencent les compétences ; un personnage habile aura plus de facilité à crocheter une serrure qu'un personnage maladroit.
Dans les mécanismes de jeu, ceci est pris en compte en général de quatre manières :
- les caractéristiques fournissent un bonus à la compétence : c'est le cas de la première édition de Donjons et Dragons, de RuneQuest (les compétences sont regroupées par type, et un bonus calculé à partir des caractéristiques s'applique à chaque type) ;
- les caractéristiques servent à calculer la base de la compétence : Mega 2, système Palladium, Universom ;
- les compétences sont des bonus modifiant le jet relatif à la caractéristique : Rêve de Dragon, Avant Charlemagne, Empire galactique, D6 System, SimulacreS
- les compétences et les caractéristiques sont toutes deux un bonus à un « jet blanc » : 3eédition de Donjons et Dragons et d20 System.

## Détermination des caractéristiques
Les caractéristiques sont souvent des valeurs chiffrées, plus rarement des adjectifs qualificatifs (par exemple dans les Contes ensorcelés ou dans Donjon : Clefs en main). Concernant les valeurs chiffrées, on distingue typiquement deux mécanismes, parfois exclusifs, souvent associés : le hasard et le choix.
Le hasard consiste typiquement à jeter des dés et à noter la valeur dans la case correspondante. Il existe parfois des mécanismes pour éviter que les valeurs soient toutes trop faibles, par exemple donner des points supplémentaires si la somme de toutes les caractéristiques est trop faible (cas de RuneQuest 3).
Ce mode est en général associé à un choix :
- soit le joueur choisit quelle valeur il met dans quelle case ;
- soit il doit mettre les valeurs dans l'ordre de tirage, mais peut effectuer plusieurs tirages et choisir le meilleur (trois tirage dans Advanced Dungeons & Dragons 1).

Le choix « pur » (sans hasard) consiste souvent à répartir une somme de points dans les diverses caractéristiques, ou bien à classer les caractéristiques par ordre de la plus importante à la moins importante, les valeurs étant alors attribuées selon la place dans la liste. Ce dernier mode sert dans le cas où les caractéristiques sont exprimées par des adjectifs qualificatifs.
Le choix peut aussi consister à choisir un archétype avec des valeurs prédéfinies. Ce processus peut ensuite être complété par une attribution de points ou un tirage aléatoire. À l'inverse, dans le cas des jeux à classes, le choix de l'archétype-classe, et éventuellement de l'archétype-peuple, peut être limité par les caractéristiques, donc le cas échéant par le hasard (cas de Donjons et Dragons 1 et d'Advanced Dungeons & Dragons 1).
Matthieu Freyheit associe le recours au hasard au déterminisme social (non-choix dans l'élaboration du personnage), et les choix à un « déterminisme modéré », qui elle-même a deux composante : puisque le joueur fait un choix dans une liste prédéfinie, il y a une « ascendance » de l'auteur du jeu (qui définit la liste), et une « prise en main » du joueur. Cela symbolise pour lui schématiquement la construction individuelle : avatar parentale/hasard/autonomie.

## Exemples de listes de caractéristiques
Voici les listes de caractéristiques de quelques livres-jeu et jeux de rôle, classés par ordre croissant de nombre de caractéristiques.
- Loup Solitaire (livre-jeu) : habileté, endurance ;
- Défis fantastiques, Sorcellerie ! (livre-jeu) : habileté, endurance, chance ;
- Gurps : force, dextérité, intelligence, santé, perception ;
- L'Œil noir 1e éd. : courage, intelligence, charisme, adresse, force
- Te deum pour un massacre 2e éd. : savoir, sensibilité, entregent, complexion, puissance, adresse ;
- Donjons et Dragons et d20 System : force, intelligence, sagesse, dextérité, constitution, charisme, et éventuellement habileté psi ;
- D6 System : réflexes/agilité, connaissance/acumen/mécanique/technique, coordination, physique/force, perception, présence/charisme, extranormal (magie, parapsychologie, manipulation de la Force)
- RuneQuest :  force, constitution, taille, intelligence, pouvoir, dextérité, charisme ou apparence ;
- système Palladium :  quotient intellectuel, endurance mentale, affinité mentale, force physique, endurance physique, habileté physique, beauté physique, vitesse ;
- L'Œil noir 4e éd. : courage, intelligence, intuition, charisme, dextérité, agilité, constitution, force
- Universom : force, constitution, réflexes, habileté, sens, intelligence, mémoire, logique, témérité, aura ;
- Rolemaster : force, agilité, constitution, rapidité, mémoire, raisonnement, autodiscipline, empathie, intuition, présence ;
- Jeu de rôle des Terres du Milieu : force, agilité, constitution, intelligence, intuition, présence, apparence ;
- L'Appel de Cthulhu : force, dextérité, constitution, taille, apparence, intelligence, éducation, pouvoir ;
- Rêve de Dragon : taille, apparence, constitution, force, agilité, dextérité, vue, ouïe, odorat-goût, volonté, intellect, empathie, rêve, chance ; le personnage dispose aussi de caractéristiques secondaires, calculées à partir des premières : mêlée, tir, lancer, dérobée.

.Agilité et Point de Vie dans les livre dont vous êtes le héros larousse